# Alle soglie della vita
(Hjördis)
Alle soglie della vita (Nära livet) è un film del 1958 diretto da Ingmar Bergman.
Vista a distanza nel tempo l'opera è da considerarsi importante anche se all'epoca fu accolta tiepidamente dalla critica che la relegò tra le opere minori.
Presentato in concorso all'11º Festival di Cannes, vinse il premio per la miglior regia e un premio collettivo per l'interpretazione femminile (Bibi Andersson, Eva Dahlbeck, Barbro Hiort af Ornäs e Ingrid Thulin).

## Trama
Cecilia è in procinto di partorire e viene portata in ospedale. Accanto a lei c'è il marito Anders, al quale Cecilia chiede se desiderava veramente il figlio che sarebbe dovuto nascere. Ma subito Cecilia viene portata in sala parto, dove abortisce spontaneamente. Ai medici che la rincuorano, Cecilia risponde che non ci sarà una prossima volta. Poi viene portata in una stanza dove ci sono altre due donne: la prima, prossima a partorire, è Stina Andersson che attende con gioia la nascita del primogenito; la seconda è Hjördis, una giovane non sposata che invece non vuole il bambino che dovrà nascere tra qualche mese.
Il marito di Cecilia le porta un mazzo di fiori ma nasce una discussione e lei lo manda via. Le due donne accanto a lei cercano di consolarla. Hjördis intanto guarda con rabbia la stanza dove ci sono i neonati e poi va al telefono e chiama il ragazzo che l'ha messa incinta chiedendogli di andarla a trovare, ma il ragazzo si rifiuta. L'assistente sociale invita la ragazza nel suo studio per un colloquio durante il quale le illustra i numerosi vantaggi previsti dell'assistenza alle ragazze madri e la invita a rivolgersi ai propri genitori, ma Hjördis risponde che non può farlo perché non ha detto loro nulla. Finito il colloquio, la ragazza riesce a trovare conforto nella comprensione dell'infermiera Brita.
Stina intanto balla dalla felicità e non vede l'ora che nasca il bambino. Arriva intanto il marito con i fiori e i due si baciano. A trovare Hjördis viene una collega d'ufficio che le suggerisce di abortire, ma la ragazza rifiuta. L'orario delle visite è terminato e le tre donne rimangono sole, finché Stina inizia ad avere le contrazioni e viene portata in sala parto. Le due donne rimaste parlano tra di loro e anche Cecilia consiglia a Hjördis di confidarsi con sua madre.
Il parto per Stina si presenta molto difficile e le infermiere chiamano il dottore. Si vedono intanto le puerpere con i loro bambini e subito dopo Stina che viene riportata nella stanza. Il bambino non è riuscito a superare l'ultima fase del travaglio ed è morto.
Hjördis intanto, accompagnata da Brita, va a telefonare alla madre e le racconta che aspetta un bambino e che voleva abortire, ma che ora ha deciso di volerlo anche se dovrà allevarlo da sola. La madre le dice di tornare a casa al più presto possibile. Prima di uscire dall'ospedale, Hjördis ascolta Cecilia che le dice di volersi riconciliare con il marito perché «la vera solitudine è un'acrobazia continua: la paura è sempre in agguato dentro di te».

## Analisi critica del film
Bergman girò il film interamente all'interno di un'autentica clinica - la Karolinska di Stoccolma - impiegando 28 giorni per le riprese, giusto in tempo per effettuare il montaggio e inviare il film al Festival di Cannes in concorso per la Svezia insieme a L'arco e il flauto di Arne Sucksdorff.
Secondo Éric Rohmer, quest'opera di Bergman non va considerata «sotto l'ottica del naturalismo e nemmeno dell'obiettività». In essa, infatti, viene privilegiato il punto di vista del personaggio interpretato da Bibi Andersson e, in generale, come in Sogni di donna, vi è «un transfert incessante di pensieri dall'una all'altra delle protagoniste per finire in quella che, inizialmente, sollecitava meno i nostri interessi». Questo film di Bergman, autore che meno di ogni altro teme «le immagini crude», ha «una franchezza serena, esente da ogni intento di provocazione». Bergman è più che «un incomparabile pittore della donna: egli abbatte il muro di separazione dei sessi» e l'identificazione dello spettatore con il personaggio non viene costruito sulla complicità, ma sul rispetto».
Molto critico, invece, l'italiano Gian Luigi Rondi, secondo il quale Alle soglie della vita è una «disamina verista di alcuni casi di partorienti» nella quale Bergman ha trascurato colpevolmente «qualsiasi vero approfondimento psicologico, non ha minimamente ricercato conclusioni di alto significato», limitandosi all'«esercitazione realista, pago di farci ammirare la sua bravura» solo tecnica. Un «alto significato» del film trova invece Antonio Napolitano, secondo il quale «in Alle soglie della vita viene chiaramente dimostrato come attraverso la maternità si riesca a vincere la morte, con questa possibilità di raddoppiare la presenza umana, di moltiplicarla, di mettere cioè in dubbio almeno la "corsa alla morte" della specie».
Ado Kyrou vede nel film «un racconto altamente, puramente, cinematograficamente pieno di dolore, d'angoscia e di vita», il cui tema è «la paura della morte, del niente che genera la volontà di vivere. Questo pessimismo dialettico, quest'ottimismo cosciente, trovano qui sottilissimi arabeschi». L'estrema efficacia della macchina da presa che si muove nella freddezza di «porte chiuse, muri bianchi, pareti di vetro» aderendo agli sguardi e cogliendo i dettagli più segreti, garantisce l'unità della narrazione, in cui la verità degli effetti sonori e l'autenticità delle grida, delle conversazioni, delle parole banali, contribuiscono alla costruzione dell'immagine».
Marcel Martin, reso omaggio alla bravura delle tre attrici protagoniste, «favorite dalla loro esperienza teatrale», nota come in questo film gli uomini appaiano solo episodicamente, mostrandosi «ridicoli od odiosi», mentre la donna vi è «magnificata». In quanto figlio di un pastore, Bergman ricevette un'educazione religiosa nella quale è presente l'idea che «da Eva, la donna è l'origine o almeno il veicolo del Male». Rifiutata tale idea, egli è stato condotto «a esaltare, a deificare» le donne, rappresentate «meravigliosamente avide di felicità senza mai alcuna bassezza o abiezione». Senza essere un autore rivoluzionario sul piano della morale sociale, in quella individuale Bergman è «uno stupefacente maître à penser».

## Censura
"Alle Soglie della Vita", che uscì nei cinema italiani nel 1958, fu classificato dalla Commissione per la Revisione cinematografica del Ministero per i Beni e le Attività Culturali come vietato ai minori di sedici anni. La Commissione diede parere favorevole alla programmazione in pubblico a condizione che la scena in cui Stina (Eva Dahlbeck) appare in preda alle doglie del parto fosse eliminata. Il taglio fu motivato dal carattere impressionante della scena (art.3 del Reg. ammesso al decreto 23/9/1923 n.3287) e il divieto fu giustificato dalla scabrosità della materia controindicata alla particolare sensibilità dei minori. L'autorizzazione alla censura (documento n. 31260) fu controfirmata dal Ministro Domenico Magrì.
Dopo svariate richieste di appello da parte della Società di Distribuzione, il 12 Gennaio 1965, la Prima Sezione della Commissione per la Revisione Cinematografica diede parere favorevole per la proiezione in pubblico senza limitazioni di età. Autorizzazione controfirmata dal Ministro Emilio Battista.

## Fonti
9, ^ Italia Taglia, Italia Taglia, Banca dati della revisione cinematografica della Direzione Generale per il Cinema del Ministero per i Beni e le Attività Culturali, su Italia Taglia.

## Titoli con cui il film è stato distribuito
- Au seuil de la vie, Francia
- Brink of Life, USA
- O Direiro à Vida, Portogallo
- Elämän kynnyksellä, Finlandia
- Livets under, Danimarca
- Nahe dem Leben, Germania Ovest
- No Limiar da Vida, Portogallo
- So Close to Life, UK
- Sto katofli tis zois, Grecia
- Tres almas desnudas, Argentina